# 515 Athalia
515 Athalia
515 Athalia là một tiểu hành tinh ở vành đai chính. Nó thuộc nhóm tiểu hành tinh Themis và được xếp loại tiểu hành tinh kiểu C, có bề mặt tối, có thành phần cấu tạo dường như bằng vật liệu cacbonat.
Tiểu hành tinh này do Max Wolf phát hiện ngày 20.9.1903 ở Heidelberg, và được đặt theo tên hoàng hậu Athalia của vương quốc Judah trong Cựu Ước (Sách các vua 2 ix) .